# شارنوا
شارنوا هي بلدية فرنسية تقع في إقليم الأردين في منطقة غراند إيست.

## الأماكن والمعالم الأثرية
- كنيسة سان-ريمي دو شارنوا التي يعود تاريخها إلى القرن السادس عشر   القرن، أعيد بناؤها في عام 1750.
- نصب الأموات، لوحة في المقبرة على قبر جماعي، تخليدًا لذكرى جوزيف بير (1914) ولوسيان بير (1940). قبر حرب آخر هو قبر ليون برايبانت (1917).
- نصب تذكاري صغير للمقاومة.
- فونتين سانت كيرين، يعود تاريخه إلى عام 1864.
- مطحنة دقيق مالفيزي .[6]